# Plectiscidea ohioensis
Plectiscidea ohioensis là một loài tò vò trong họ Ichneumonidae.